# Herderstraße 59 (Düsseldorf)

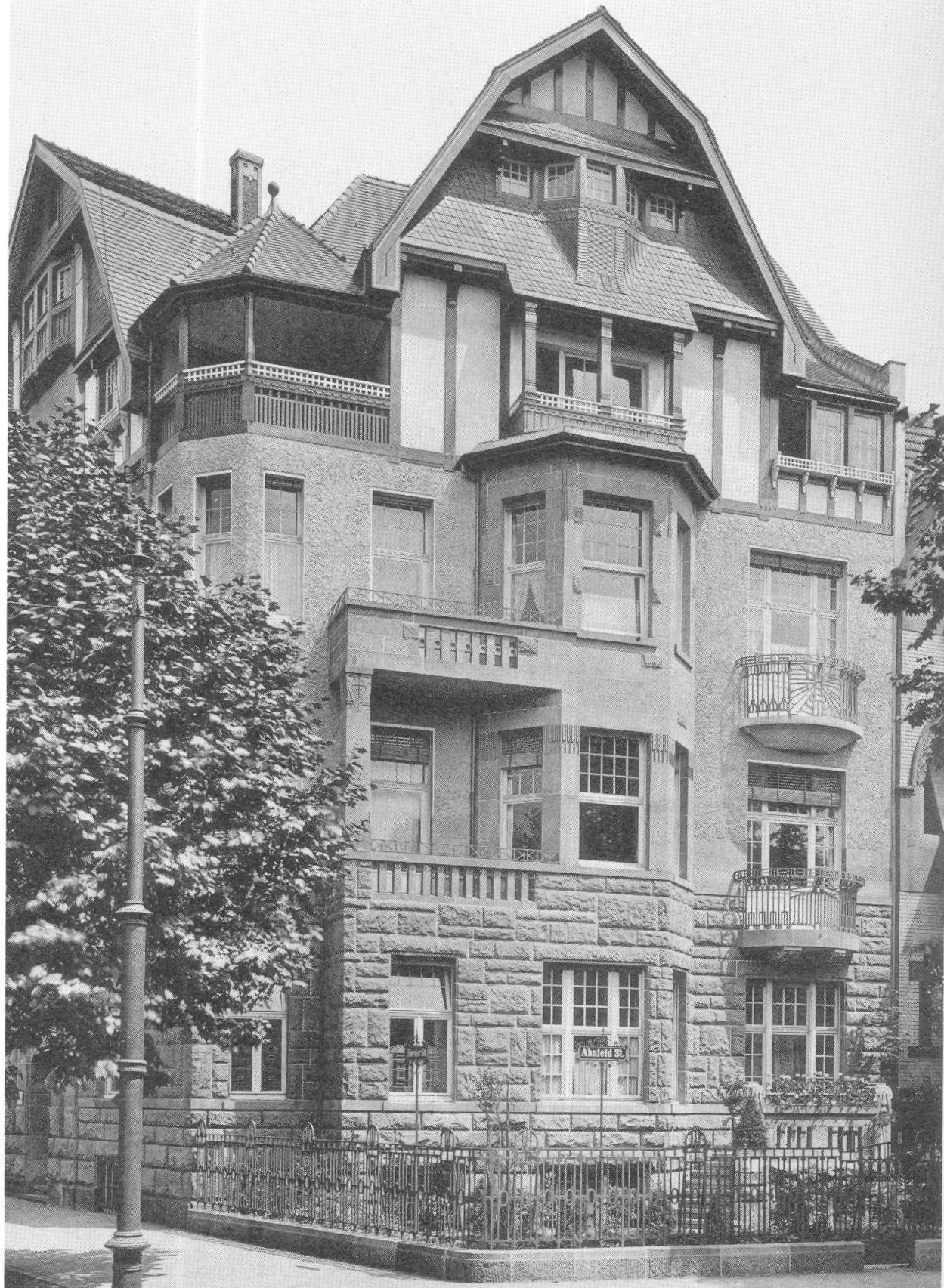
Haus Herderstraße 59 (1909)

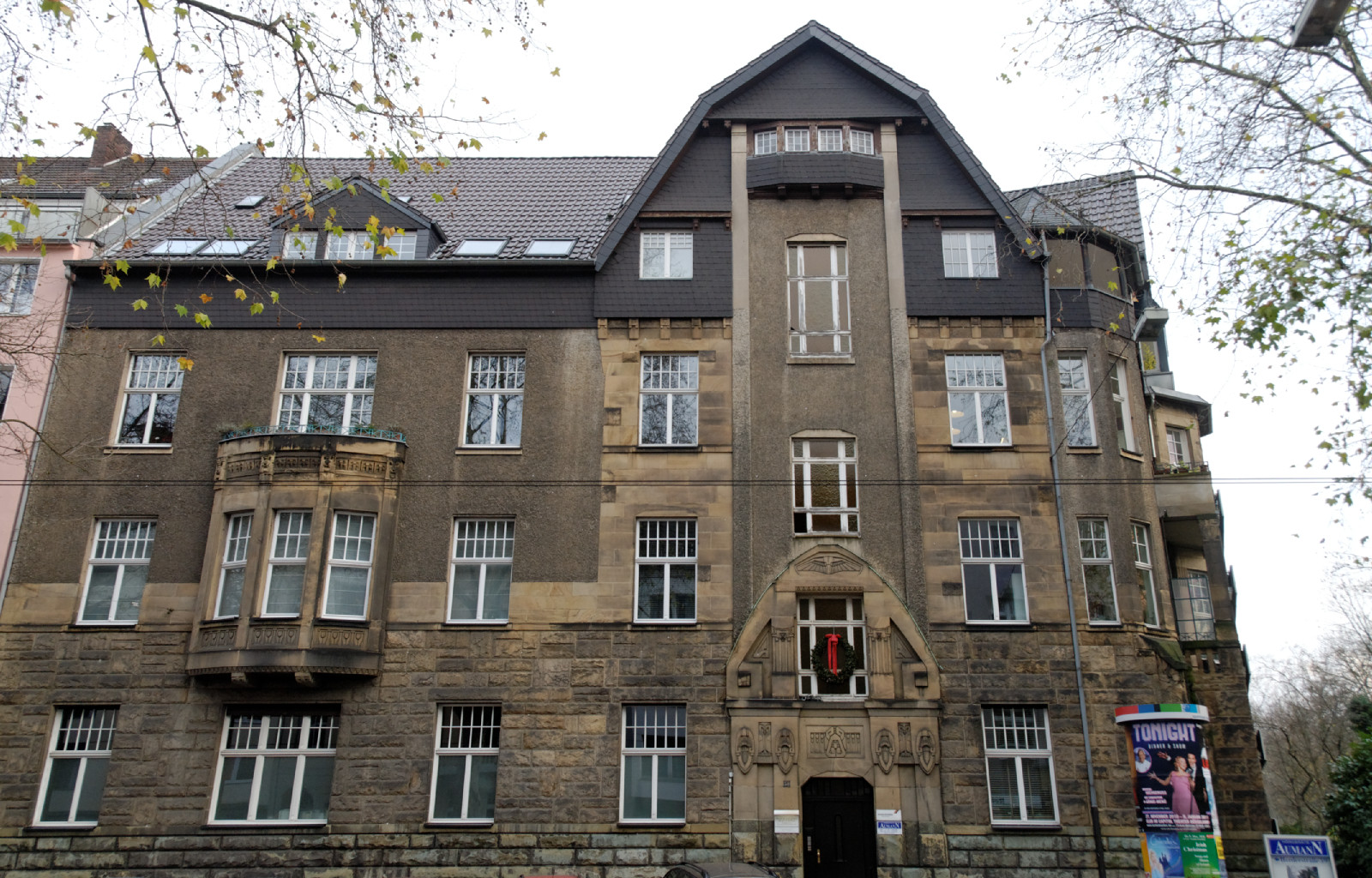
Haus Herderstraße 59 (2010)

Das Haus Herderstraße 59 in Düsseldorf wurde nach Plänen des Architekten Wilhelm May im Jahre 1907 im Heimatstil als Ausfluss der Reformarchitektur mit einheimischen Materialien, wie Fachwerk, Niedermendiger Basalt und Pfälzer Sandstein fertiggestellt. Es steht unter Denkmalschutz.

## Beschreibung
Die kürzere Fassade an der Ahnfeldstraße (jetzt Achenbachstraße) besitzt einen zweiachsigen Vorbau, der vom Boden ausgeht und sich im ersten Obergeschoss in eine Loggia mit darüberliegendem Altan und einen zweigeschossigen polygonalen Standerker teilt. Am oberen Abschluss des Standerkes befindet sich ebenfalls eine Loggia. Abgeschlossen wurde die Fassade durch einen großformatigen Giebel, der in Fachwerk ausgeführt war und später mit Schiefer verkleidet worden ist.
Die längere Fassade zur Herderstraße wird im Hauptteil mit einem überhängenden Giebel abgeschlossen. Der Sockel ist aus Basalt gearbeitet. Die Verblendung der Obergeschosse ist aus gelb geflammten Sandstein. Die Giebel zeigen Holzfachwerk und teilweise Schiefer. Die Dächer sind mit Biberschwanz-Ziegeln eingedeckt.
Das Gebäude im Düsseldorfer Villenviertel hat zur Ahnfeldstraße (jetzt Achenbachstraße) einen Vorgarten, der heute etwas kleiner ist als zur Bauzeit, und verfügte zur Bauzeit über einen herrschaftlich ausgestatteten Wintergarten. Im Erdgeschoss befinden sich Büros und Praxisräume, in den darüberliegenden Geschossen Wohnungen.
Die Bauzeit betrug ein Jahr, die Kosten betrugen 187.000 Mark.